# Stenogrammitis myosuroides
Stenogrammitis myosuroides là một loài dương xỉ trong họ Polypodiaceae. Loài này được Sw. Labiak mô tả khoa học đầu tiên năm 2011.